# Svájc a 2020. évi nyári olimpiai játékokon
Svájc a japán Tokióban megrendezett 2020. évi nyári olimpiai játékok egyik részt vevő nemzete volt. Az országot 19 sportágban 107 sportoló képviselte, akik összesen 13 érmet szereztek.

## Érmesek
| Érem  | Versenyző                        | Sportág       | Versenyszám              |
| ----- | -------------------------------- | ------------- | ------------------------ |
| Arany | Jolanda Neff                     | Kerékpározás  | Női terepverseny         |
| Arany | Nina Christen                    | Sportlövészet | Női sportpuska összetett |
| Arany | Belinda Bencic                   | Tenisz        | Női egyes                |
| Ezüst | Mathias Flückiger                | Kerékpározás  | Férfi terepverseny       |
| Ezüst | Sina Frei                        | Kerékpározás  | Női terepverseny         |
| Ezüst | Marlen Reusser                   | Kerékpározás  | Női egyéni időfutam      |
| Ezüst | Belinda Bencic Viktorija Golubic | Tenisz        | Női páros                |
| Bronz | Nina Christen                    | Sportlövészet | Női légpuska             |
| Bronz | Linda Indergand                  | Kerékpározás  | Női terepverseny         |
| Bronz | Jérémy Desplanches               | Úszás         | Férfi 200 m vegyes       |
| Bronz | Noè Ponti                        | Úszás         | Férfi 100 m pillangó     |
| Bronz | Nikita Ducarroz                  | Kerékpározás  | Női BMX freestyle        |
| Bronz | Joana Heidrich Anouk Vergé-Dépré | Röplabda      | Női strandröplabda       |

## Asztalitenisz
| Versenyző    | Versenyszám | 64-es főtábla      | 48-as főtábla    | 32-es főtábla    | Nyolcaddöntő | Negyeddöntő | Elődöntő | Döntő   | Helyezés |
| ------------ | ----------- | ------------------ | ---------------- | ---------------- | ------------ | ----------- | -------- | ------- | -------- |
| Rachel Moret | Női egyes   | Yamada (BRA) · 4-2 | Póta (HUN) · 4-1 | Csen (CHN) · 0-4 | kiesett      | kiesett     | kiesett  | kiesett | kiesett  |

## Atlétika
Férfi
| Versenyző       | Versenyszám | Döntő         | Döntő         |
| Versenyző       | Versenyszám | Idő           | Helyezés      |
| --------------- | ----------- | ------------- | ------------- |
| Julien Wanders  | 10 000 m    | 28:55.29      | 21.           |
| Tadesse Abraham | Maraton     | nem ért célba | nem ért célba |

| Versenyző  | Versenyszám | Selejtező | Selejtező | Döntő    | Döntő    |
| Versenyző  | Versenyszám | Eredmény  | Helyezés  | Eredmény | Helyezés |
| ---------- | ----------- | --------- | --------- | -------- | -------- |
| Loïc Gasch | Magasugrás  | 2.21 m    | 23.       | kiesett  | kiesett  |

Női
| Versenyző                                                      | Versenyszám     | Előfutam | Előfutam | Elődöntő | Elődöntő | Döntő   | Döntő    |
| Versenyző                                                      | Versenyszám     | Idő      | Hely.    | Idő      | Hely.    | Idő     | Helyezés |
| -------------------------------------------------------------- | --------------- | -------- | -------- | -------- | -------- | ------- | -------- |
| Ajla Del Ponte                                                 | 100 m           | 10.91    | 2        | 11.01    | 2        | 10.97   | 5        |
| Salomé Kora                                                    | 100 m           | 11.25    | 5        | kiesett  | kiesett  | kiesett | kiesett  |
| Mujinga Kambundji                                              | 100 m           | 10.95    | 2        | 10.96    | 2        | 10.99   | 6        |
| Mujinga Kambundji                                              | 200 m           | 22.26    | 1        | 22.26    | 3        | 22.30   | 7        |
| Léa Sprunger                                                   | 400 m gát       | 57.03    | 6        | kiesett  | kiesett  | kiesett | kiesett  |
| Ajla Del Ponte Riccarda Dietsche Mujinga Kambundji Salomé Kora | 4 × 100 m váltó | 42.05    | 2        |          |          | 42.08   | 4        |
| Yasmin Giger Silke Lemmens Rachel Pellaud Léa Sprunger         | 4 × 400 m váltó | 3:25.90  | 6        | kiesett  | kiesett  |         |          |
| Fabienne Schlumpf                                              | Maraton         |          |          |          |          | 2:31:36 | 12       |
| Martina Strähl                                                 | Maraton         | 2:39:25  | 51       |          |          |         |          |

| Versenyző      | Versenyszám | Selejtező | Selejtező | Döntő    | Döntő    |
| Versenyző      | Versenyszám | Eredmény  | Helyezés  | Eredmény | Helyezés |
| -------------- | ----------- | --------- | --------- | -------- | -------- |
| Salome Lang    | Magasugrás  | 1.86 m    | 22.       | kiesett  | kiesett  |
| Angelica Moser | Rúdugrás    | 4.40 m    | 20.       | kiesett  | kiesett  |

## Birkózás
| Versenyző        | Versenyszám             | Nyolcaddöntő              | Negyeddöntő         | Elődöntő | Vigaszág            | Bronz- mérkőzés | Döntő   | Helyezés |
| ---------------- | ----------------------- | ------------------------- | ------------------- | -------- | ------------------- | --------------- | ------- | -------- |
| Stefan Reichmuth | Férfi 86 kg szabadfogás | Benferdjallah (ALG) · 3-1 | Yazdani (IRI) · 1-4 |          | Sapijev (UZB) · 1-3 | kiesett         | kiesett | kiesett  |

## Cselgáncs
| Versenyző       | Versenyszám      | 32-es főtábla         | Nyolcaddöntő                   | Negyeddöntő        | Elődöntő              | Vigaszág elődöntő | Bronz- mérkőzés     | Döntő   | Helyezés |
| --------------- | ---------------- | --------------------- | ------------------------------ | ------------------ | --------------------- | ----------------- | ------------------- | ------- | -------- |
| Nils Stump      | Férfi könnyűsúly | Gjakova (KOS) · 00-11 | kiesett                        | kiesett            | kiesett               | kiesett           | kiesett             | kiesett | kiesett  |
| Fabienne Kocher | Női harmatsúly   | Pérez (ESP) · 01-00   | Lhagvaszürengijn (MGL) · 01-00 | Pupp (HUN) · 10-00 | Buchard (FRA) · 00-10 |                   | Giles (GBR) · 00-10 | kiesett | 5.       |

## Evezés
Férfi
| Versenyző                                              | Versenyszám | Előfutam | Előfutam | Vigaszág | Vigaszág | Elődöntő | Elődöntő | Elődöntő | Döntő | Döntő   | Döntő | Helyezés |
| Versenyző                                              | Versenyszám | Idő      | Hely.    | Idő      | Hely.    | Típus    | Idő      | Hely.    | Típus | Idő     | Hely. | Helyezés |
| ------------------------------------------------------ | ----------- | -------- | -------- | -------- | -------- | -------- | -------- | -------- | ----- | ------- | ----- | -------- |
| Barnabé Delarze Roman Röösli                           | Kétpár      | 6:11.24  | 2        |          |          | A/B      | 6:25.89  | 3        | A     | 6:09.05 | 5     | 5        |
| Andrin Gulich Paul Jacquot Markus Kessler Joel Schürch | Négyes      | 6:04.09  | 4        | 6:27.80  | 5        |          |          |          | B     | 6:02.32 | 3     | 9        |

Női
| Versenyző                    | Versenyszám        | Előfutam | Előfutam | Vigaszág | Vigaszág | Negyeddöntő | Negyeddöntő | Elődöntő | Elődöntő | Elődöntő | Döntő | Döntő   | Döntő | Helyezés |
| Versenyző                    | Versenyszám        | Idő      | Hely.    | Idő      | Hely.    | Idő         | Hely.       | Típus    | Idő      | Hely.    | Típus | Idő     | Hely. | Helyezés |
| ---------------------------- | ------------------ | -------- | -------- | -------- | -------- | ----------- | ----------- | -------- | -------- | -------- | ----- | ------- | ----- | -------- |
| Jeannine Gmelin              | Egypár             | 7:47.20  | 2        |          |          | 8:02.10     | 2           | A/B      | 7:25.80  | 2        | A     | 7:20.91 | 5     | 5        |
| Patricia Merz Frédérique Rol | Könnyűsúlyú kétpár | 7:08.66  | 4        | 7:22.02  | 1        |             |             | A/B      | 6:48.92  | 4        | B     | 6:49.16 | 1     | 7        |

## Golf
| Versenyző         | Versenyszám | 1. forduló | 2. forduló | 3. forduló | 4. forduló | Összesítve | Összesítve |
| Versenyző         | Versenyszám | Pontszám   | Pontszám   | Pontszám   | Pontszám   | Pontszám   | Helyezés   |
| ----------------- | ----------- | ---------- | ---------- | ---------- | ---------- | ---------- | ---------- |
| Kim Métraux       | Női egyéni  | 74         | 70         | 74         | 73         | 291        | 54.        |
| Albane Valenzuela | Női egyéni  | 71         | 69         | 67         | 69         | 276        | 18.        |

## Kajak-kenu

### Szlalom
Férfi
| Versenyző       | Versenyszám | Selejtező | Selejtező | Selejtező | Selejtező | Selejtező     | Selejtező     | Elődöntő | Elődöntő | Döntő   | Döntő    |
| Versenyző       | Versenyszám | 1. futam  | 1. futam  | 2. futam  | 2. futam  | Jobb eredmény | Jobb eredmény | Elődöntő | Elődöntő | Döntő   | Döntő    |
| Versenyző       | Versenyszám | Pont      | Hely.     | Pont      | Hely.     | Pont          | Hely.         | Pont     | Hely.    | Pont    | Helyezés |
| --------------- | ----------- | --------- | --------- | --------- | --------- | ------------- | ------------- | -------- | -------- | ------- | -------- |
| Thomas Koechlin | C-1         | 105.66    | 10        | 104.57    | 10        | 104.57        | 12            | 111.20   | 13       | kiesett | kiesett  |
| Martin Dougoud  | K-1         | 93.70     | 6         | 100.58    | 18        | 93.70         | 14            | 99.28    | 13       | kiesett | kiesett  |

Női
| Versenyző     | Versenyszám | Selejtező | Selejtező | Selejtező | Selejtező | Selejtező     | Selejtező     | Elődöntő | Elődöntő | Döntő   | Döntő    |
| Versenyző     | Versenyszám | 1. futam  | 1. futam  | 2. futam  | 2. futam  | Jobb eredmény | Jobb eredmény | Elődöntő | Elődöntő | Döntő   | Döntő    |
| Versenyző     | Versenyszám | Pont      | Hely.     | Pont      | Hely.     | Pont          | Hely.         | Pont     | Hely.    | Pont    | Helyezés |
| ------------- | ----------- | --------- | --------- | --------- | --------- | ------------- | ------------- | -------- | -------- | ------- | -------- |
| Naemi Brändle | K-1         | 230.37    | 27        | 135.00    | 22        | 135.00        | 24            | 121.91   | 18       | kiesett | kiesett  |

## Karate
| Versenyző     | Versenyszám | Csoportkör                                                                              | Hely | Elődöntő | Döntő   | Helyezés |
| ------------- | ----------- | --------------------------------------------------------------------------------------- | ---- | -------- | ------- | -------- |
| Elena Quirici | Női +61 kg  | Matoub (ALG) · 2-1 · Abdelaziz (EGY) · 3-3 · Abbasali (IRI) · 4-0 · Kung Li (CHN) · 1-1 | 3    | kiesett  | kiesett | kiesett  |

## Kerékpározás

### Országúti kerékpározás
Férfi
| Versenyző     | Versenyszám   | Idő      | Helyezés |
| ------------- | ------------- | -------- | -------- |
| Marc Hirschi  | Mezőnyverseny | 6:11.46  | 25       |
| Gino Mäder    | Mezőnyverseny | 6:21.46  | 74       |
| Michael Schär | Mezőnyverseny | 6:13.17  | 31       |
| Stefan Küng   | Mezőnyverseny | 6:15.38  | 40       |
| Stefan Küng   | Időfutam      | 56:08:49 | 4        |

Női
| Versenyző      | Versenyszám   | Idő      | Helyezés |
| -------------- | ------------- | -------- | -------- |
| Marlen Reusser | Mezőnyverseny | 4:02:16  | 46       |
| Marlen Reusser | Időfutam      | 31:09:96 | Ezüst    |

### Pályakerékpározás
| Versenyző                                                                                 | Versenyszám                | Selejtező | Selejtező | Elődöntő                    | Hely | Döntő                           | Helyezés |
| Versenyző                                                                                 | Versenyszám                | Idő       | Hely      | Elődöntő                    | Hely | Döntő                           | Helyezés |
| ----------------------------------------------------------------------------------------- | -------------------------- | --------- | --------- | --------------------------- | ---- | ------------------------------- | -------- |
| Stefan Bissegger Robin Froidevaux Théry Schir Mauro Schmid Valère Thiébaud Cyrille Thièry | Férfi csapat üldözőverseny | 3:51.514  | 8         | Ausztrália (AUS) · 3:49.111 | 7    | Nagy-Britannia (GBR) · 3:50.041 | 8.       |

| Versenyző   | Versenyszám  | Scratch | Scratch | Tempo verseny | Tempo verseny | Kieséses verseny | Kieséses verseny | Pontverseny | Össz. pont | Hely |
| Versenyző   | Versenyszám  | Hely    | Pont    | Hely          | Pont          | Hely             | Pont             | Pont        | Össz. pont | Hely |
| ----------- | ------------ | ------- | ------- | ------------- | ------------- | ---------------- | ---------------- | ----------- | ---------- | ---- |
| Théry Schir | Férfi omnium | 24      | 9       | 4             | 34            | 3                | 36               | 15          | 109        | 7    |

| Versenyző                    | Versenyszám   | Pont | Hely |
| ---------------------------- | ------------- | ---- | ---- |
| Robin Froidevaux Théry Schir | Férfi madison | 8    | 7    |

### Hegyi-kerékpározás
Férfi
| Versenyző         | Versenyszám        | Idő     | Helyezés |
| ----------------- | ------------------ | ------- | -------- |
| Filippo Colombo   | Férfi terepverseny | 1:28:04 | 12       |
| Mathias Flückiger | Férfi terepverseny | 1:25:34 | Ezüst    |
| Nino Schurter     | Férfi terepverseny | 1:25:56 | 4        |

Női
| Versenyző       | Versenyszám      | Idő     | Helyezés |
| --------------- | ---------------- | ------- | -------- |
| Sina Frei       | Női terepverseny | 1:16:57 | Ezüst    |
| Linda Indergand | Női terepverseny | 1:17:05 | Bronz    |
| Jolanda Neff    | Női terepverseny | 1:15:46 | Arany    |

### BMX
Férfi
| Versenyző      | Versenyszám | Negyeddöntő | Negyeddöntő | Elődöntő | Elődöntő | Döntő   | Döntő   |
| Versenyző      | Versenyszám | Pont        | Hely        | Pont     | Hely     | Pont    | Hely    |
| -------------- | ----------- | ----------- | ----------- | -------- | -------- | ------- | ------- |
| Simon Marquart | BMX         | 14          | 5           | kiesett  | kiesett  | kiesett | kiesett |
| David Graf     | BMX         | 6           | 2           | 18       | 5        | kiesett | kiesett |

Női
| Versenyző       | Versenyszám   | Rangsoroló | Rangsoroló | Döntő | Döntő |
| Versenyző       | Versenyszám   | Pont       | Hely       | Pont  | Hely  |
| --------------- | ------------- | ---------- | ---------- | ----- | ----- |
| Nikita Ducarroz | BMX freestyle | 83.55      | 3          | 89.20 | Bronz |

## Lovaglás
Díjlovaglás
| Versenyző         | Ló              | Versenyszám | Grand Prix | Grand Prix | Grand Prix Freestyle | Grand Prix Freestyle | Végeredmény | Végeredmény |
| Versenyző         | Ló              | Versenyszám | Pont       | Hely       | Technikai            | Művészi              | Pont        | Hely        |
| ----------------- | --------------- | ----------- | ---------- | ---------- | -------------------- | -------------------- | ----------- | ----------- |
| Estelle Wettstein | West Side Story | Egyéni      | 67.748     | 41         | kiesett              | kiesett              | kiesett     | kiesett     |

Díjugratás
| Versenyző                                 | Ló               | Versenyszám | Selejtező | Selejtező | Döntő        | Döntő        | Döntő        |
| Versenyző                                 | Ló               | Versenyszám | Büntetés  | Hely      | Büntetés     | Idő          | Hely         |
| ----------------------------------------- | ---------------- | ----------- | --------- | --------- | ------------ | ------------ | ------------ |
| Martin Fuchs                              | Clooney          | Egyéni      | 0         | =1        | 8            | 84.99        | 16           |
| Steve Guerdat                             | Venard de Cerisy | Egyéni      | 4         | =31       | kiesett      | kiesett      | kiesett      |
| Beat Mändli                               | Dsarie           | Egyéni      | 1         | =26       | visszalépett | visszalépett | visszalépett |
| Bryan Balsiger Martin Fuchs Steve Guerdat |                  | Csapat      | 10        | 4         | 28           | 238.18       | 5            |

Lovastusa
| Versenyző                                                | Ló                | Versenyszám | Díjlovaglás | Díjlovaglás | Lovastusa | Lovastusa | Lovastusa | Díjugratás | Díjugratás | Díjugratás | Díjugratás | Díjugratás | Díjugratás | Végeredmény | Végeredmény |
| Versenyző                                                | Ló                | Versenyszám | Díjlovaglás | Díjlovaglás | Lovastusa | Lovastusa | Lovastusa | Selejtező  | Selejtező  | Selejtező  | Döntő      | Döntő      | Döntő      | Végeredmény | Végeredmény |
| Versenyző                                                | Ló                | Versenyszám | Büntetés    | Hely        | Büntetés  | Össz.     | Hely      | Büntetés   | Össz.      | Hely       | Büntetés   | Össz.      | Hely       | Büntetés    | Hely        |
| -------------------------------------------------------- | ----------------- | ----------- | ----------- | ----------- | --------- | --------- | --------- | ---------- | ---------- | ---------- | ---------- | ---------- | ---------- | ----------- | ----------- |
| Robin Godel                                              | Jet Set           | Egyéni      | 37.10       | 47          | kiesett   | kiesett   | kiesett   | kiesett    | kiesett    | kiesett    | kiesett    | kiesett    | kiesett    | kiesett     | kiesett     |
| Mélody Johner                                            | Toubleu de Rueire | Egyéni      | 36.10       | 44          | 0.40      | 36.50     | 19        | 0.00       | 36.50      | 14         | 13.20      | 49.70      | 17         | 49.70       | 17          |
| Felix Vogg                                               | Colero            | Egyéni      | 26.70       | 8           | 11.80     | 38.50     | 21        | 8.00       | 46.50      | 24         | 5.20       | 51.70      | 19         | 51.70       | 19          |
| Robin Godel Mélody Johner Felix Vogg Eveline Bodenmüller |                   | Csapat      | 99.20       | 10          | 212.20    | 311.40    | 11        | 8.00+20.00 | 339.40     | 10         | kiesett    | kiesett    | kiesett    | 339.40      | 10          |

## Műugrás
| Versenyző         | Versenyszám        | Selejtező | Selejtező | Elődöntő | Elődöntő | Döntő  | Döntő    |
| Versenyző         | Versenyszám        | Pont      | Helyezés  | Pont     | Helyezés | Pont   | Helyezés |
| ----------------- | ------------------ | --------- | --------- | -------- | -------- | ------ | -------- |
| Michelle Heimberg | Női egyéni műugrás | 289.95    | 11        | 289.80   | 12       | 283.35 | 11       |

## Röplabda

### Strandröplabda
Férfi
| Versenyző                    | Versenyszám | Selejtező                                                                                                   | Hely | Vígaszág                         | Nyolcaddöntő | Negyeddöntő | Elődöntő | Döntő   | Helyezés |
| ---------------------------- | ----------- | --- | ---- | -------------------------------- | ------------ | ----------- | -------- | ------- | -------- |
| Mirco Gerson Adrian Heidrich | Férfi       | Ahmed/Cherif (QAT) · 17-21;16-21 Crabb/Gibb (USA) · 19-21;21-23 · Carambula/Rossi (ITA) · 21-14;24-26;15-13 | 3.   | Grimalt/Grimalt (CHI)17-21;18-21 | kiesett      | kiesett     | kiesett  | kiesett | kiesett  |

Női
| Versenyző                        | Versenyszám | Selejtező | Hely | Nyolcaddöntő                                   | Negyeddöntő                                    | Elődöntő                          | Döntő                                   | Helyezés |
| -------------------------------- | ----------- | --- | ---- | ---------------------------------------------- | ---------------------------------------------- | --------------------------------- | --------------------------------------- | -------- |
| Nina Betschart Tanja Hüberli     | Női         | Kozuch/Ludwig (GER) · 23-25;22-20;16-14 Hermannová/Sluková (CZE) · 21-0;21-0 · Isii/Murakami (JPN) · 14-21;21-19;15-12 | 1.   | Heidrich/Vergé-Dépré (SUI) · 12-21;21-19;21-23 | kiesett                                        | kiesett                           | kiesett                                 | kiesett  |
| Joana Heidrich Anouk Vergé-Dépré | Női         | Borger/Sude (GER) · 21-8;21-23;15-6 Schoon/Stam (NED) · 22-20;21-18 · Humana-Paredes/Pavan (CAN) · 13-21;22-24         | 2.   | Betschart/Hüberli (SUI) · 21-12;19-21;23-21    | Ana Patrícia/Rebecca (BRA) · 21-19;18-21;15-12 | Klineman/Ross (USA) · 12-21;11-21 | Graudiņa/Kravčenoka (LAT) · 21-19;21-15 | Bronz    |

## Sportlövészet
| Versenyző             | Versenyszám              | Selejtező | Selejtező | Döntő   | Döntő   |
| Versenyző             | Versenyszám              | Pont      | Hely      | Pont    | Hely    |
| --------------------- | ------------------------ | --------- | --------- | ------- | ------- |
| Nina Christen         | Női légpuska             | 628.5     | 7         | 230.6   | Bronz   |
| Nina Christen         | Női sportpuska összetett | 1174      | 6         | 463.9   | Arany   |
| Heidi Diethelm Gerber | Női légpisztoly          | 569       | 28        | kiesett | kiesett |
| Heidi Diethelm Gerber | Női sportpisztoly        | 579       | 22        | kiesett | kiesett |

## Sportmászás
| Versenyző      | Versenyszám | Selejtező  | Selejtező  | Selejtező | Selejtező | Selejtező | Selejtező | Selejtező | Selejtező | Selejtező | Döntő      | Döntő      | Döntő    | Döntő   | Döntő     | Döntő     | Döntő     | Döntő   | Döntő   |
| Versenyző      | Versenyszám | Gyorsasági | Gyorsasági | Boulder   | Boulder   | Nehézségi | Nehézségi | Nehézségi | Össz.     | Hely      | Gyorsasági | Gyorsasági | Boulder  | Boulder | Nehézségi | Nehézségi | Nehézségi | Össz.   | Hely    |
| Versenyző      | Versenyszám | Idő        | Hely       | Eredmény  | Hely      | Fogás     | Idő       | Hely      | Össz.     | Hely      | Idő        | Hely       | Eredmény | Hely    | Fogás     | Idő       | Hely      | Össz.   | Hely    |
| -------------- | ----------- | ---------- | ---------- | --------- | --------- | --------- | --------- | --------- | --------- | --------- | ---------- | ---------- | -------- | ------- | --------- | --------- | --------- | ------- | ------- |
| Petra Klingler | Női         | 8.42       | 10         | 1T3z 3 8  | 10        | 16+       | 1:49      | 14        | 1400.00   | 16        | kiesett    | kiesett    | kiesett  | kiesett | kiesett   | kiesett   | kiesett   | kiesett | kiesett |

## Tenisz
| Versenyző                        | Versenyszám | 64-es főtábla          | 32-es főtábla                        | Nyolcaddöntő                         | Negyeddöntő                        | Elődöntő                        | Döntő                                | Helyezés |
| -------------------------------- | ----------- | ---------------------- | ------------------------------------ | ------------------------------------ | ---------------------------------- | ------------------------------- | ------------------------------------ | -------- |
| Belinda Bencic                   | Női egyes   | Pegula (USA) · 6-3;6-3 | Doi (JPN) · 6-2;6-4                  | Krejčíková (CZE) · 1-6;6-2;6-3       | Pavljucsenkova (ROC) · 6-0;3-6;6-3 | Ribakina (KAZ) · 7-6;4-6;6-3    | Vondroušová (CZE) · 7-5;2-6;6-3      | Arany    |
| Viktorija Golubic                | Női egyes   | Osorio (COL) · 6-4;6-1 | Ószaka (JPN) · 3-6;2-6               | kiesett                              | kiesett                            | kiesett                         | kiesett                              | kiesett  |
| Belinda Bencic Viktorija Golubic | Női páros   |                        | Aojama/Sibahara (JPN) · 6-4;6-7;10-5 | Muguruza/Suarez (ESP) · 3-6;6-1;11-9 | Perez/Stosur (AUS) · 6-4;6-4       | Pigossi/Stefani (BRA) · 7-5;6-3 | Krejčíková/Siniaková (CZE) · 5-7;1-6 | Ezüst    |

## Tollaslabda
| Versenyző      | Versenyszám | Csoportkör                                                                  | Hely | Nyolcaddöntő | Negyeddöntő | Elődöntő | Bronz- mérkőzés | Döntő   | Helyezés |
| -------------- | ----------- | --------------------------------------------------------------------------- | ---- | ------------ | ----------- | -------- | --------------- | ------- | -------- |
| Sabrina Jaquet | Női egyes   | Tai (TPE) · 7-21;13-21 · Qi (FRA) · 10-21;14-21 · Nguyễn (VIE) · 8-21;17-21 | 4    | kiesett      | kiesett     | kiesett  | kiesett         | kiesett | kiesett  |

## Torna
Férfi
| Versenyző                                                    | Versenyszám      | Selejtező | Selejtező | Döntő    | Döntő    |
| Versenyző                                                    | Versenyszám      | Pontszám  | Helyezés  | Pontszám | Helyezés |
| ------------------------------------------------------------ | ---------------- | --------- | --------- | -------- | -------- |
| Christian Baumann                                            | Egyéni összetett | 81.631    | 33        | kiesett  | kiesett  |
| Pablo Brägger                                                | Egyéni összetett | 81.564    | 35        | kiesett  | kiesett  |
| Benjamin Gischard                                            | Egyéni összetett | 82.498    | 26        | 82.732   | 13       |
| Eddy Yusof                                                   | Egyéni összetett | 81.898    | 31        | 81.732   | 16       |
| Christian Baumann Pablo Brägger Benjamin Gischard Eddy Yusof | Csapat összetett | 249.193   | 7         | 250.927  | 6        |

Női
| Versenyző          | Versenyszám      | Selejtező | Selejtező | Döntő    | Döntő    |
| Versenyző          | Versenyszám      | Pontszám  | Helyezés  | Pontszám | Helyezés |
| ------------------ | ---------------- | --------- | --------- | -------- | -------- |
| Giulia Steingruber | Egyéni összetett | 53.533    | 30        | 53.366   | 15       |
| Giulia Steingruber | Ugrás            | 14.566    | 10        | kiesett  | kiesett  |

## Úszás
Férfi
| Versenyző                                            | Versenyszám     | Előfutam | Előfutam | Előfutam | Elődöntő | Elődöntő | Elődöntő | Döntő   | Döntő    |
| Versenyző                                            | Versenyszám     | Idő      | Hely.    | Össz.    | Idő      | Hely.    | Össz.    | Idő     | Helyezés |
| ---------------------------------------------------- | --------------- | -------- | -------- | -------- | -------- | -------- | -------- | ------- | -------- |
| Jérémy Desplanches                                   | 100 m mell      | 1:00.29  | 1        | 28       | kiesett  | kiesett  | kiesett  | kiesett | kiesett  |
| Jérémy Desplanches                                   | 200 m vegyes    | 1:56.89  | 2        | 2        | 1:57.38  | 3        | 5        | 1:56.17 | Bronz    |
| Antonio Djakovic                                     | 200 m gyors     | 1:46.37  | 6        | 15       | 1:45.92  | 7        | 11       | kiesett | kiesett  |
| Antonio Djakovic                                     | 400 m gyors     | 3:45.82  | 1        | 9        |          |          |          | kiesett | kiesett  |
| Roman Mityukov                                       | 100 m gyors     | 48.43    | 5        | 15       | 48.53    | 8        | 16       | kiesett | kiesett  |
| Roman Mityukov                                       | 200 m hát       | 1:57.45  | 2        | 11       | 1:57.07  | 6        | 13       | kiesett | kiesett  |
| Noè Ponti                                            | 100 m pillangó  | 51.24    | 2        | 5        | 50.76    | 2        | 3        | 50.74   | Bronz    |
| Noè Ponti                                            | 200 m pillangó  | 1:55.05  | 1        | 5        | 1:55.37  | 6        | 10       | kiesett | kiesett  |
| Antonio Djakovic Nils Liess Roman Mityukov Noè Ponti | 4 × 100 m gyors | 3:14.65  | 7        | 14       |          |          |          | kiesett | kiesett  |
| Antonio Djakovic Nils Liess Roman Mityukov Noè Ponti | 4 × 200 m gyors | 7:06.59  | 3        | 6        | 7:06.12  | 6        |          |         |          |

Női
| Versenyző      | Versenyszám  | Előfutam | Előfutam | Előfutam | Elődöntő | Elődöntő | Elődöntő | Döntő   | Döntő    |
| Versenyző      | Versenyszám  | Idő      | Hely.    | Össz.    | Idő      | Hely.    | Össz.    | Idő     | Helyezés |
| -------------- | ------------ | -------- | -------- | -------- | -------- | -------- | -------- | ------- | -------- |
| Lisa Mamié     | 100 m mell   | 1:06.76  | 5        | 13       | 1:07.41  | 8        | 15       | kiesett | kiesett  |
| Lisa Mamié     | 200 m mell   | 2:23.91  | 5        | 14       | 2:25.11  | 7        | 14       | kiesett | kiesett  |
| Maria Ugolkova | 100 m gyors  | 54.86    | 3        | 26       | kiesett  | kiesett  | kiesett  | kiesett | kiesett  |
| Maria Ugolkova | 200 m vegyes | 2:10.04  | 2        | 5        | 2:10.65  | 4        | 9        | kiesett | kiesett  |

## Vitorlázás
Férfi
| Versenyző                         | Versenyszám | Futam | Futam | Futam | Futam | Futam | Futam | Futam | Futam | Futam | Futam | Futam | Futam | Futam   | Pontszám | Helyezés |
| Versenyző                         | Versenyszám | 1     | 2     | 3     | 4     | 5     | 6     | 7     | 8     | 9     | 10    | 11    | 12    | É       | Pontszám | Helyezés |
| --------------------------------- | ----------- | ----- | ----- | ----- | ----- | ----- | ----- | ----- | ----- | ----- | ----- | ----- | ----- | ------- | -------- | -------- |
| Mateo Sanz Lanz                   | Szörf       | 1     | 1     | 9     | 10    | 3     | 4     | 16    | 17    | 12    | 10    | 13    | 15    | 6       | 100      | 8        |
| Lucien Cujean Sébastien Schneiter | 49er        | 16    | 10    | 14    | 10    | 3     | 20    | 9     | 9     | 9     | 18    | 13    | 12    | kiesett | 123      | 14       |

Női
| Versenyző                      | Versenyszám  | Futam | Futam | Futam | Futam | Futam | Futam | Futam | Futam | Futam | Futam | Futam   | Pontszám | Helyezés |
| Versenyző                      | Versenyszám  | 1     | 2     | 3     | 4     | 5     | 6     | 7     | 8     | 9     | 10    | É       | Pontszám | Helyezés |
| ------------------------------ | ------------ | ----- | ----- | ----- | ----- | ----- | ----- | ----- | ----- | ----- | ----- | ------- | -------- | -------- |
| Maud Jayet                     | Laser radial | 22    | 7     | 22    | 34    | 13    | 1     | 21    | 25    | 28    | 24    | kiesett | 163      | 19       |
| Linda Fahrni Maja Siegenthaler | 470          | 12    | 4     | 8     | 2     | 5     | 10    | 9     | 7     | 12    | 5     | 2       | 64       | 4        |

## Vívás
| Versenyző                                                    | Versenyszám             | Selejtező            | 32-es főtábla           | Nyolcaddöntő          | Negyeddöntő             | Elődöntő                                   | Döntő                                 | Helyezés |
| ------------------------------------------------------------ | ----------------------- | -------------------- | ----------------------- | --------------------- | ----------------------- | ------------------------------------------ | ------------------------------------- | -------- |
| Benjamin Steffen                                             | Férfi párbajtőr, egyéni | Szuhov (ROC) · 15-12 | Rejzlin (UKR) · 11-15   | kiesett               | kiesett                 | kiesett                                    | kiesett                               | kiesett  |
| Max Heinzer                                                  | Férfi párbajtőr, egyéni |                      | Szvicskar (UKR) · 15-11 | Rejzlin (UKR) · 12-15 | kiesett                 | kiesett                                    | kiesett                               | kiesett  |
| Michele Niggeler                                             | Férfi párbajtőr, egyéni | Ramirez (USA) · 6-15 | kiesett                 | kiesett               | kiesett                 | kiesett                                    | kiesett                               | kiesett  |
| Benjamin Steffen Lucas Malcotti Michele Niggeler Max Heinzer | Férfi párbajtőr, csapat |                      |                         |                       | Dél-Korea (KOR) · 39-44 | 5-8. helyért · Franciaország (FRA) · 37-45 | 7.helyért · Olaszország (ITA) · 34-36 | 8        |